# 第10屆金馬獎
第10屆金馬獎，又稱六十一年優良國語影片展覽暨金馬獎頒獎典禮，是由中華民國官方舉辦的國產電影評選活動，為1972年台灣與華語電影業界的年度盛事之一。

## 簡介
民國61年第10屆金馬獎，《秋決》一片獲最佳影片，李行二度榮膺最佳導演，出身台語影壇的男演員歐威以本片再次榮膺影帝〔1967年歐威曾以《故鄉劫》一片獲最佳男主角；另，第一屆最佳男配角矮仔財是首位台語影星獲獎〕，而傅碧輝也實至名歸獲女配角獎。以唐山大兄轟動港臺的李小龍，今年則以《精武門》獲得最佳技藝特別獎。
翁倩玉本屆金馬獎以《真假千金》拿下影后。男配角得主魏蘇，與吳兆南合說相聲轟動一時；最佳編劇張永祥，銀幕、螢幕都是得獎長勝軍，獲獎無數。

## 入圍暨得獎名單
- 第15屆之前，金馬獎採事前公佈得獎名單的方式，因此無「入圍名單」。[1]

下列之標記為該獎項之得獎者。
壹、影片獎項

### 優等紀錄片
貳、個人獎項

### 最佳紀錄片策劃
叄、非正式競賽

## 得獎統計
總共有14部電影獲獎，僅計入正式競賽獎項。
| 得獎數量 | 電影名稱                     | 得獎獎項                                                       |
| -------- | ---------------------------- | -------------------------------------------------------------- |
| 5        | 《秋決》                     | 最佳劇情片、最佳導演、最佳男主角、最佳女配角、最佳彩色影片攝影 |
| 2        | 《大地春雷》                 | 最佳男配角、最佳錄音                                           |
| 2        | 《真假千金》                 | 優等劇情片、最佳女主角                                         |
| 2        | 《精武門》                   | 優等劇情片、最佳剪輯                                           |
| 2        | 《還君明珠雙淚垂》           | 優等劇情片、最佳編劇                                           |
| 1        | 《俠女下集》                 | 最佳彩色影片美術設計                                           |
| 1        | 《中華民國經濟建設成果展覽》 | 最佳紀錄片攝影                                                 |
| 1        | 《豐收》                     | 優等紀錄片                                                     |
| 1        | 《風雨生信心》               | 優等紀錄片                                                     |
| 1        | 《就業之路》                 | 優等紀錄片                                                     |
| 1        | 《中國海軍蛙人部隊》         | 優等紀錄片                                                     |
| 1        | 《水滸傳》                   | 優等劇情片                                                     |
| 1        | 《事事如意》                 | 優等劇情片                                                     |
| 1        | 《留美中國同學反共愛國大會》 | 最佳紀錄片策劃                                                 |

## 外部連結
- 第10屆金馬獎名單（繁體中文）
- 時光網-第10届台湾电影金马奖 （页面存档备份，存于）